# Cừu Polypay
Cừu Polypay là một giống cừu có nguồn gốc từ Hoa Kỳ, đây là một giống cừu có lông trắng, kích cỡ trung bình, giống cừu này được phát triển trong những năm 1960 tại Trạm thí nghiệm Cừu Mỹ ở Dubois, Idaho. Nói chung, cừu Polypay cừu được công nhận là một giống rất sung mãn, kiêm dụng, mục đích kép (thịt cừu và len) và sinh sản.

## Lịch sử
Trên Thế giới đã tạo ra nhiều giống cừu bằng con đường lai tạo như giống cừu Polypay, cừu Hampshire, cừu Canadian Arcott, cừu Oxford, cừu Rouge de L’Ouest, cừu Columbia, cừu Berrichon du Cher, cừu British Milk Sheep, cừu Romanov, cừu Charollais, cừu Texel. Năm 1968, cuộc lai tạo đầu tiên đã được thực hiện. Năm 1970, kết quả của cừu nhân giống được sản xuất. Tên Polypay đã được tạo ra vào năm 1975 có nghĩa là nhiều, và trả tiền, có nghĩa là lợi nhuận trên đầu tư. Hiệp hội Polypay Mỹ được thành lập vào năm 1980. 

## Đặc điểm
Tiến sĩ C. V. Hulet tạo ra năm mục tiêu chính cho các giống mới gồm: sự sản xuất nhiều đời cao, khả năng cho thịt cừu thường xuyên nhiều hơn một lần mỗi năm, tốc độ tăng trưởng nhanh chóng của cừu, chất lượng thịt hấp. Các con giống gốc được lấy từ cừu Phần Lan Finnsheep cho sự sản xuất nhiều thịt với hàm lượng cao, tuổi dậy thì sớm và mang thai ngắn, cừu Dorset cho họ khả năng vượt trội làm mẹ, chất lượng thịt, dậy thì sớm và mùa sinh sản lâu dài, cừu Targhee cho kích thước của chúng lớn cơ thể, mùa sinh sản lâu dài và lông cừu chất lượng, và cừu Rambouilet cho khả năng thích ứng, độ bền, năng suất và chất lượng lông cừu.
Tỷ lệ (%) thịt xẻ phụ thuộc vào khối lượng giết mổ và có thể dao động từ 37-45% cừu không nuôi vỗ béo thì toàn bộ đầu, da, chân, lông, tiết có tỷ lệ phần trăm thấp hơn so với những cừu đã được vỗ béo. Các giá trị khác nhau cho rằng có thể là do sự khác biệt về giống cừu Tỷ lệ da, lông, đầu, chân, tiết của cừu đực, cái ở các nhóm tuổi khác nhau được đánh giá thấp hơn so với kết quả của cho các giống cừu Rambouillet, cừu Targhee, cừu Columbia và Cừu Polypay.
Trán chúng phẳng, xương mũi lồi ra, chúng có hố nước mắt, mõm của chúng mỏng, môi hoạt động, răng cửa sắc, nhờ đó chúng có thể gặm được cỏ mọc thấp và bứt được những lá thân cây mềm mại, hợp khẩu vị trên cao để ăn. Chúng có thói quen đi kiếm ăn theo bầy đàn, tạo thành nhóm lớn trên đồng cỏ. Trong da chúng có nhiều tuyến mồ hôi và tuyến mỡ hơn dê. Bởi thế chúng bài tiết mồ hôi nhiều hơn và các cơ quan hô hấp tham gia tích cực hơn vào quá trình điều tiết nhiệt. Mô mỡ dưới da của chúng phát triển tốt hơn dê và ngược lại ở các cơ bên trong của chúng có ít tích lũy mỡ hơn dê. Chính vì vậy, thịt chúng nhiều nạc hơn thịt dê.

## Chăn nuôi
Chúng có tính bầy đàn cao nên dễ quản lý, chúng thường đi kiếm ăn theo đàn nên việc chăm sóc và quản lý rất thuận lợi. Chúng cũng là loài dễ nuôi, mau lớn, ít tốn công chăm sóc. So với chăn nuôi bò thì chúng là vật nuôi dễ tính hơn, thức ăn của chúng rất đa dạng, thức ăn của chúng là những loại không cạnh tranh với lương thực của người. Chúng là động vật có vú ăn rất nhiều cỏ. Hầu hết chúng gặm cỏ và ăn các loại cỏ khô khác, tránh các phần thực vật có gỗ nhiều. Chúng có chế độ hoạt động ban ngày, ăn từ sáng đến tối, thỉnh thoảng dừng lại để nghỉ ngơi và nhai lại. Đồng cỏ lý tưởng cho chúng như cỏ và cây họ Đậu. Khác với thức ăn gia súc, thức ăn chính của chúng trong mùa đông là cỏ khô.
Chúng là loài ăn tạp, có thể ăn được nhiều loại thức ăn bao gồm thức ăn thô xanh các loại như: rơm cỏ tươi, khô, rau, củ quả bầu bí các loại, phế phụ phẩm công nông nghiệp và các loại thức ăn tinh bổ sung như cám gạo ngũ cốc. Mỗi ngày chúng có thể ăn được một lượng thức ăn 15-20% thể trọng. Chúng cần một lượng thức ăn tính theo vật chất khô bằng 3,5% thể trọng. Với nhu cầu 65% vật chất khô từ thức ăn thô xanh (0,91 kg) và 35% vật chất khô từ thức ăn tinh (0,49 kg). Khi cho chúng ăn loại thức ăn thô xanh chứa 20% vật chất khô và thức ăn tinh chứa 90% vật chất khô.
Nguồn nước uống là nhu cầu cơ bản của chúng. Lượng nước cần cho chúng biến động theo mùa và loại và chất lượng thực phẩm mà chúng tiêu thụ. Khi chúng ăn nhiều trong các tháng đầu tiên và có mưa (kể cả sương, khi chúng ăn vào sáng sớm), chúng cần ít nước hơn. Khi chúng ăn nhiều cỏ khô thì chúng cần nhiều nước. Chúng cũng cần uống nước sạch, và có thể không uống nếu nước có tảo hoặc chất cặn. Trong một số khẩu phần ăn của chúng cũng bao gồm các khoáng chất, hoặc trộn với lượng ít.

## Chăm sóc
Sau khi cho phối giống 16-17 ngày mà không có biểu hiện động dục lại là có thể cừu đã có chửa, Căn cứ vào ngày phối giống để chuẩn bị đỡ đẻ cho cừu (thời gian mang thai của cừu 146-150 ngày) nhằm hạn chế cừu sơ sinh bị chết; Có thể bồi dưỡng thêm thức ăn tinh và rau cỏ non cho cừu có chửa nhưng tuyệt đối tránh thức ăn hôi mốc; Khi có dấu hiệu sắp đẻ (bầu vú căng, xuống sữa, sụt mông, âm hộ sưng to, dịch nhờn chảy ra, cào bới sàn…) nên nhốt ở chuồng riêng có lót ổ rơm và chăn dắt gần, tránh đồi dốc.
Thông thường cừu mẹ nằm đẻ nhưng cũng có trường hợp đứng đẻ, tốt nhất nên chuẩn bị đỡ đẻ cho cừu; Sau khi đẻ cừu mẹ tự liếm cho con. Tuy nhiên, vẫn phải lấy khăn sạch lau khô cho cừu con, nhất là ở miệng và mũi cho cừu con dễ thở. Lấy chỉ sạch buộc cuống rốn (cách rốn 4–5 cm), cắt cuống rốn cho cừu con và dùng cồn Iod để sát trùng; Giúp cừu con sơ sinh đứng dậy bú sữa đầu càng sớm càng tốt (vì trong sữa đầu có nhiều kháng thể tự nhiên); Đẻ xong cho cừu mẹ uống nước thoải mái (có pha đường 1% hoặc muối 0.5%).
Cừu con trong 10 ngày đầu sau khi đẻ cừu con bú sữa mẹ tự do; Từ 11-21 ngày tuổi cừu con bú mẹ 3 lần/ngày, nên tập cho cừu con ăn thêm thức ăn tinh và cỏ non, ngon; 80-90 ngày tuổi có thể cai sữa. Giai đoạn này phải có cỏ tươi non, ngon cho cừu con để kích thích bộ máy tiêu hóa phát triển (đặc biệt là dạ cỏ) và bù đắp lượng dinh dưỡng thiếu hụt do sữa mẹ cung cấp không đủ; Cừu sinh trưởng và phát triển nhanh, mạnh ở giai đoạn này.